# 马延军
马延军（？—），女，中华人民共和国政治人物，曾任中华全国妇女联合会常务委员、组织部部长，第十届全国政协委员。